# Pleopeltis fructuosa
Pleopeltis fructuosa är en stensöteväxtart som först beskrevs av William Ralph Maxon och Weath., och fick sitt nu gällande namn av David Bruce Lellinger. Pleopeltis fructuosa ingår i släktet Pleopeltis och familjen Polypodiaceae. Inga underarter finns listade.